# Mámoa de Chousa Nova
Le Mámoa de Chousa Nova est un dolmen situé dans la commune de Silleda, dans la province de Pontevedra, en Galice.
Le mot Mámoa (es) est utilisé dans le nord-ouest de la péninsule ibérique pour désigner les tumulus funéraires caractéristiques du Néolithique.

## Description
Ce site mégalithique a été trouvé et fouillé lors des travaux de construction de la ligne Renfe AVE entre Ourense et Saint-Jacques-de-Compostelle. La chambre funéraire du dolmen n'avait pas été pillée, elle était intacte et était conservée avec son mobilier funéraire. Il s'agit du deuxième dolmen retrouvé intact dans le nord-ouest de la péninsule ibérique. Des tests au Carbone 14 ont donné une datation à Chousa Nova qui le place comme l'un des plus anciens dolmens de Galice (environ 6 350 ans).
Le tumulus, partiellement détruit par une piste forestière et des travaux agricoles dans la région, était délimité par un fossé extérieur et un anneau de pierres, qui entourent le tertre de terre. Au centre, se trouve une chambre funéraire formée de cinq orthostates délimitant un espace ouvert à l'est, et de faible hauteur. Un autre pilier, ainsi que d'autres pierres plus petites, semblent délimiter une entrée. Le monticule a été affecté par la construction de l'AVE entre Santiago et Ourense.

## Fouilles archéologiques
.

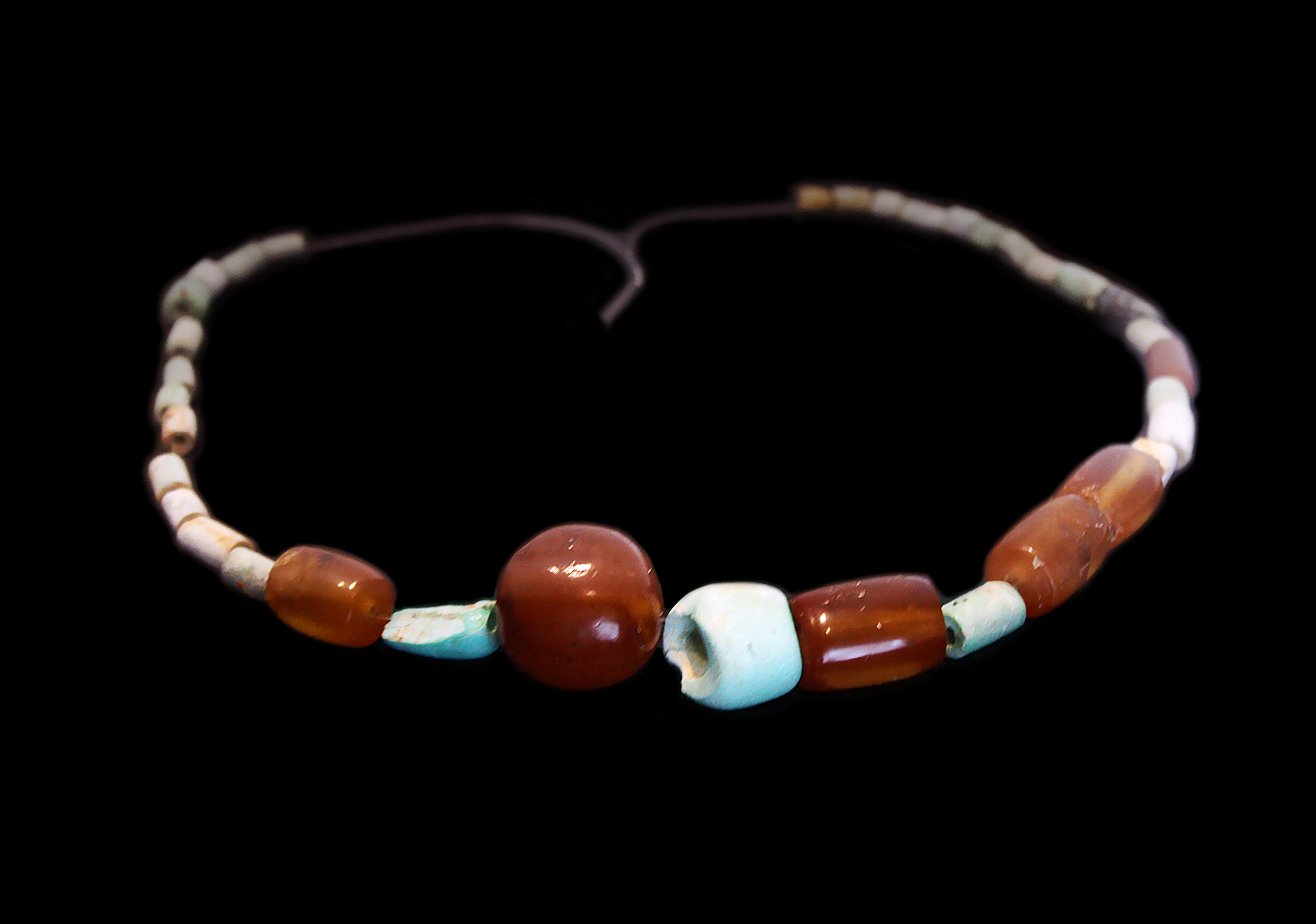
Collier trouvé à Chousa Nova

Les tests au carbone 14 ont donné des dates autour de 4350 av. J.-C., plus ancien que le dolmen de Dombate à Cabana de Bergantiños ou le dolmen de Forno dos Mouros à Toques.
Le Chousa Nova dispose de trois stades. Le premier correspond à une série de fossés sous le monument et de fonction inconnue. Le fossé périphérique actuel mesure environ 8 m autour du monticule et est similaire à celui de Dombate ou d'autres monuments mégalithiques britanniques.
La chambre est composée de cinq dalles de granit. La dalle de couverture de la chambre était une grande dalle pesant 2 950 kg. Celle-ci a été brisée en trois morceaux, dont l'une a été retrouvée dans la même position que lors de sa rupture et les deux autres à l'intérieur de la chambre. À l'intérieur, le mobilier funéraire comprenait un collier de 35 perles, certaines d'ambre et d'autres de variscite, provenant probablement d'une veine de la province de Zamora, semblant se trouver sur une poitrine humaine. Il s'agit du deuxième collier retrouvé in situ en Europe. Une houe placée près de la tête, un ciseau près de la main et un aiguiseur usé sous les pieds. La houe et le ciseau, objets peu communs lors de fouilles, sont interprétés comme un symbole de luxe et de position sociale.

## Reconstruction

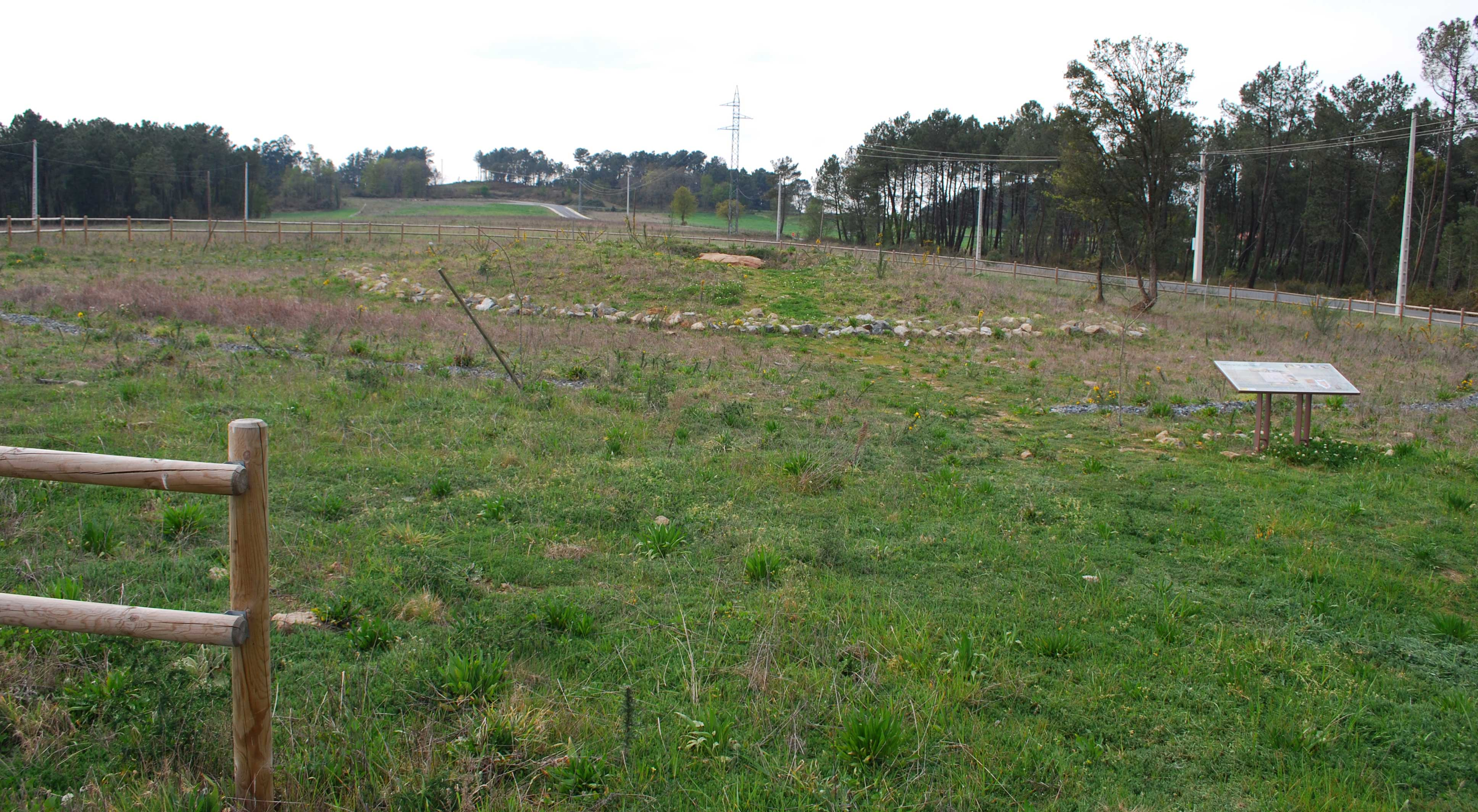
Zone archéologique après econstruction.

Après l'excavation, les dalles du monument ont été conservées pendant près de deux ans dans un entrepôt à Silleda. La reconstruction a été supervisée archéologiquement et l'a placée exactement au même endroit. Le chemin qui traversait une partie du monticule a été modifié, l'éloignant, et les poteaux électriques ont été déplacés. L'espace est clôturé, balisé et muséifié, désormais libre de toute utilisation agricole et forestière. Des panneaux explicatifs sont présents sur le monument, les travaux de fouilles et de reconstruction. Le monument est tel qu'on le connaît. Les trois morceaux de la dalle de couche ont été collés ensemble et sont bien visibles ; quelques pierres de ballast ferroviaire marquent les limites de la construction. Tout près de la zone se trouvent deux autres tombes non fouillées.
Il a été déclaré Bien d'intérêt culturel en 2011.

### Liens connexes
- Liste des sites mégalithiques en Galice